# Jean-Pierre Bel
Ne doit pas être confondu avec Jean-Pierre Bayle.
Pour les articles homonymes, voir Bel (homonymie).
Jean-Pierre Bel, né le 30 décembre 1951 à Lavaur (Tarn), est un homme d'État français, membre du Parti socialiste (PS). Il est notamment président du Sénat entre 2011 et 2014.
Après avoir commencé son parcours politique à l'extrême gauche, il obtient ses premiers mandats locaux dans l'Ariège dont il devient conseiller général, puis sénateur en 1998.
Après avoir présidé le groupe socialiste de la chambre haute à partir de 2004, il est élu président du Sénat à la suite de la victoire relative de la gauche aux élections sénatoriales de 2011. Il devient alors le premier — et à ce jour le seul — président socialiste de la haute assemblée sous la Ve République.
À l’issue du renouvellement de 2014 qui voit la droite redevenir majoritaire au Sénat, il annonce son retrait de la vie politique pour assumer des missions diplomatiques en Amérique latine.

## Situation personnelle
Jean-Pierre Bel naît dans une famille de résistants communistes. Son père est cadre commercial, sa mère une employée aux Postes, télégraphes et téléphones (PTT).
Après ses études secondaires au lycée Berthelot de Toulouse, il obtient une maîtrise puis un Diplôme d'études approfondies (DEA) de droit public à l'université des sciences sociales à Toulouse,. Responsable, de 1977 à 1982, d'un centre de vacances à Font-Romeu, il dirige un office de tourisme, avant d'épouser la fille de Robert Naudi, président du conseil général de l'Ariège de 1985 à 2001 ; de ce mariage naissent deux filles. 
Divorcé, Jean-Pierre Bel épouse en secondes noces une mannequin originaire de Cuba, avec laquelle il a une fille.

## Parcours politique

### Débuts dans le militantisme
Dans les années 1960-1970, Jean-Pierre Bel connaît son premier engagement au sein de réseaux de solidarité avec les mouvements espagnols en lutte contre la dictature franquiste, actifs dans le Sud de la France. Ces réseaux s'occupaient, en France, de l'accueil des réfugiés, assuraient la liaison entre les militants des deux côtés des Pyrénées et apportaient un soutien aux mouvements de lutte en Espagne en y acheminant agents et matériel. Arrêté lors d'une opération de convoyage, Jean-Pierre Bel est emprisonné quelque temps en Espagne.
Il milite à la Ligue communiste révolutionnaire (LCR), qu'il quitte en 1978, pour s'installer à Mijanès, le village natal de sa femme en Ariège.

### Élu local en Ariège
C'est en 1983 que Jean-Pierre Bel entame sa carrière politique en rejoignant le Parti socialiste et en devenant maire de Mijanès, commune ariègeoise de 90 habitants. Neuf ans plus tard, en 1992, il est élu conseiller régional de Midi-Pyrénées.
Il intègre le conseil national du Parti socialiste en 1993, et siège au bureau national jusqu'en 2003. Il est secrétaire national aux fédérations de 1994 à 1997, puis secrétaire national chargé des élections jusqu'en 1998. Proche de François Hollande, il est secrétaire national auprès du premier secrétaire de 1997 à 2007. En 1997, Bel est nommé conseiller technique dans le cabinet du ministre des Relations avec le Parlement Daniel Vaillant, et ce jusqu'en 1998, année au cours de laquelle il est élu sénateur de l'Ariège sous l'étiquette socialiste.
En 1998, trois ans après avoir quitté ses fonctions de maire de Mijanès, il est élu au conseil général de l'Ariège dans le canton de Lavelanet, et siège jusqu'à son élection comme maire du chef-lieu, en 2001. Jean-Pierre Bel est également membre du conseil national de la montagne de 1998 à 2001. Il préside l'Association des maires et des élus de l'Ariège à partir de 2001, et appartient au bureau de l'Association des maires de France de 2001 à 2006. Lors des élections municipales de 2008, ne souhaitant pas se représenter comme maire de Lavelanet, il laisse la tête de liste à son premier adjoint, Marc Sanchez, qui lui succède à la mairie. Son travail d'élu en Ariège est marqué par sa collaboration avec Marc Carballido, qui entre au Conseil régional de Midi-Pyrénées, et devient son collaborateur.
Jean-Pierre Bel occupe les fonctions de secrétaire du Sénat de 2001 à 2004. À la suite des élections sénatoriales du 26 septembre 2004, il succède à Claude Estier à la présidence du groupe socialiste du Sénat. Il se présente à l'élection du président du Sénat face au président sortant, le sénateur RPR Christian Poncelet, qui est élu pour un troisième mandat. Le 21 septembre 2008, Jean-Pierre Bel est réélu sénateur de l'Ariège, obtenant 76,21 % des suffrages au premier tour. Il présente à nouveau sa candidature pour le Petit Luxembourg, mais échoue une fois de plus, face, cette fois, à l'ancien ministre UMP, Gérard Larcher. Jean-Pierre Bel devient alors membre de la commission des affaires économiques et du plan. C'est à cette époque qu'il facilite l'embauche de sa compagne et future épouse comme assistante parlementaire d'un de ses amis sénateurs, Alain Fauconnier,.

### Président du Sénat

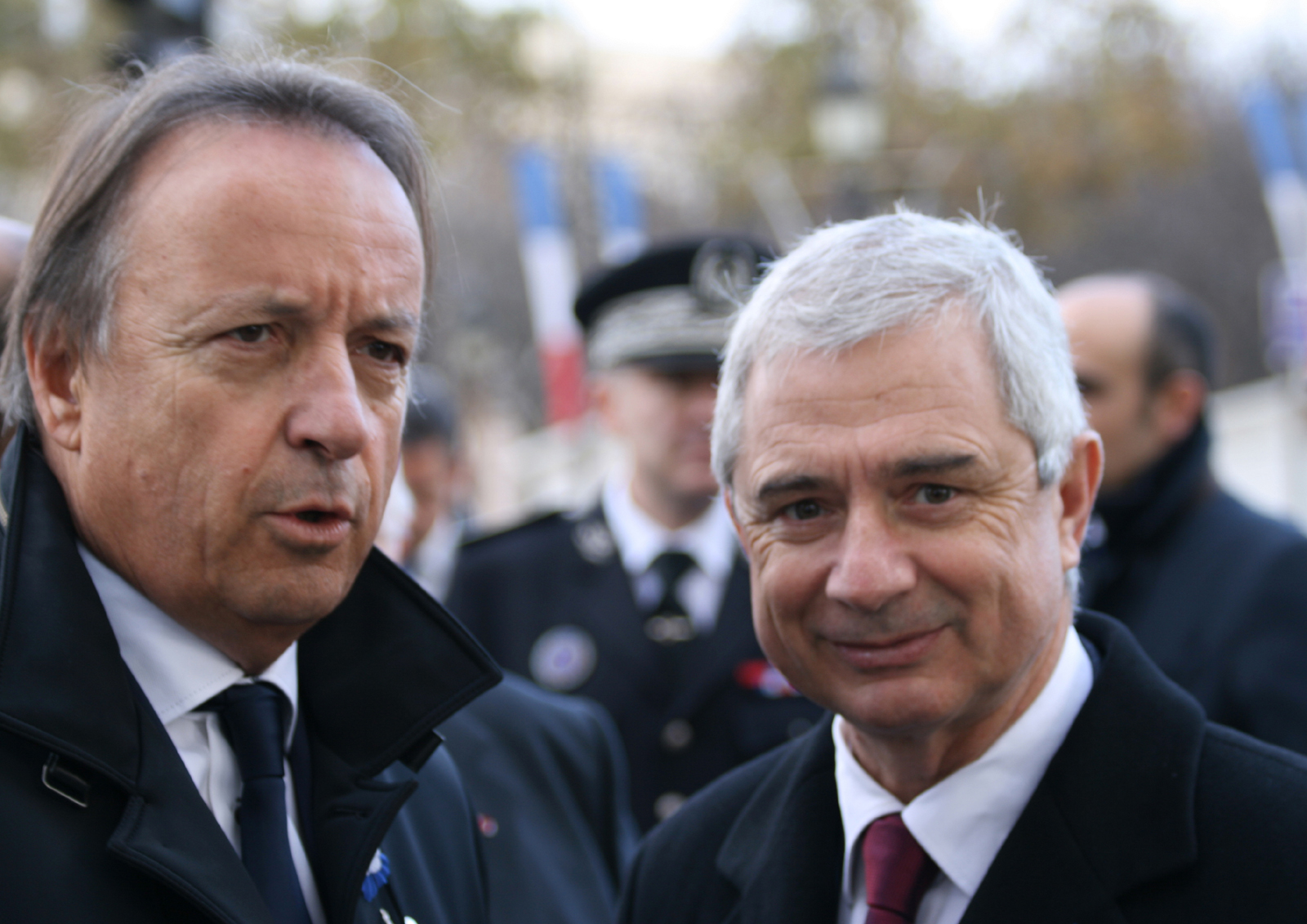
Jean-Pierre Bel avec le président de l’Assemblée nationale, Claude Bartolone, en 2012.

À l'issue de la victoire de la gauche aux élections sénatoriales du 25 septembre 2011, Jean-Pierre Bel est élu président du Sénat, le 1er octobre 2011, avec 179 voix, contre 134 voix au président sortant, Gérard Larcher, et 29 voix à la candidate centriste Valérie Létard,,. Il devient ainsi le premier président socialiste de la Chambre haute du Parlement français sous la Ve République.
Sa présidence est marquée par des critiques quant à sa faible autorité et par la défiance des communistes, qui, votant comme l'opposition de droite sur certains textes, ont amené le Sénat à rejeter plusieurs textes présentés par le gouvernement socialiste, dont la réforme territoriale,. Discret sur le plan médiatique, il se voit reprocher de n'être pas parvenu à incarner pleinement la fonction et d'avoir réduit l'influence du Sénat sur la scène politique. Lui-même affirme avoir « beaucoup de regrets » concernant son mandat.

### Retrait de la vie politique nationale
Le 5 mars 2014, Jean-Pierre Bel annonce, dans une tribune parue dans le quotidien Le Monde, son intention de ne pas se présenter au scrutin sénatorial de 2014 ainsi qu'à aucune autre fonction élective. La droite retrouve la majorité à la suite de ce renouvellement et le mandat de Jean-Pierre Bel se termine le 30 septembre 2014. Son prédécesseur Gérard Larcher retrouve la présidence du Sénat le lendemain.
François Hollande le nomme, en janvier 2015, envoyé personnel du président de la République française pour l'Amérique latine et les Caraïbes. Il œuvre en particulier pendant deux ans et demi au rapprochement avec Cuba, qu'il connaît bien,, et avec le Panama après le scandale des Panama Papers. Ses fonctions prennent fin avec l'élection à l’Élysée d'Emmanuel Macron.
Dans un entretien accordé au journal régional La Dépêche du Midi du  28 juin 2018, il déclare envisager de sortir de sa retraite pour se présenter aux élections municipales de 2020 à Toulouse. Il y renonce finalement. Lors des élections législatives de 2022 dans l'Ariège, il apporte son soutien au dissident socialiste Laurent Panifous, opposé à l'accord de la Nouvelle Union populaire écologique et sociale, victorieux au second tour contre le sortant LFI Michel Larive.

## Distinctions
- Chevalier de la Légion d'honneur (avril 2015)[23].

## Synthèse des résultats électoraux

### Présidence du Sénat
| Année | Parti | Parti | 1er tour | 1er tour | 1er tour | Issue |
| Année | Parti | Parti | Voix     | %        | Rang     | Issue |
| ----- | ----- | ----- | -------- | -------- | -------- | ----- |
| 2004  |       | PS    | 116      | 37,66    | 2e       | Battu |
| 2008  | 134   | PS    | 40,85    | 2e       | Battu    |       |
| 2011  | 179   | PS    | 52,34    | 1er      | Élu      |       |

### Élections sénatoriales
| Année | Parti | Parti | Département | 1er tour | 1er tour | 1er tour | Issue |
| Année | Parti | Parti | Département | Voix     | %        | Rang     | Issue |
| ----- | ----- | ----- | ----------- | -------- | -------- | -------- | ----- |
| 1998  |       | PS    | Ariège      | 378      | 64,07    | 1er      | Élu   |
| 2008  | 455   | PS    | Ariège      | 76,21    | 1er      | Élu      |       |

## Détails des mandats et fonctions

### Au Sénat
- 2 octobre 1998 – 30 septembre 2014 : sénateur de l'Ariège
- 3 octobre 2001 – 30 septembre 2004 : secrétaire du Sénat
- 5 octobre 2004 – 30 septembre 2011 : président du groupe socialiste du Sénat
- 1er octobre 2011 – 30 septembre 2014 : président du Sénat français

### Au niveau local
- 1992-1998 : conseiller régional de Midi-Pyrénées
- 1998-2001 : conseiller général de l'Ariège
- 1983-1995 : maire de Mijanès
- 2001-2008 : maire de Lavelanet[29]

### Filmographie
- 2011 : La Conquête du Sénat, documentaire réalisé par Fabrice Cuney et Thomas Raguet, 28 min, diffusé sur Public Sénat.